# Slobodna komuna Arezzo
Slobodna komuna Arezzo (tal. libera commune di Arezzo) je bila slobodna komuna u središnjem dijelu Apeninskog poluotoka. Sjedište joj je bio grad Arezzo. 
Tim je krajem vladao biskup, a od njegove su se vlasti osamostalila 1098. godine i bila je neovisnim gradom-državom sve do 1384. godine. Arezzo je bio gibelinski te se je često sukobljavao gvelfskoj Firenci. Usprkos tim sukobima, Arezzo je izgrađivao kulturu, tako da je 1252. dobio svoje sveučilište, Studium.
Nakon poraza u bitke kod Campaldina 1289. godine u kojoj je poginuo biskup Vilim Ubertini, ratna sreća gibelinskog Arezza je splašnjavala, osim u kratkom razdoblju kad je njom upravljala obitelj Tarlati, poglavito Gvido Tarlati, koji je postao biskupom 1312. te održavao dobre odnose s gibelinskom strankom. Tarlati su se nadali potpori i savezu s Forlìjem i njenim gospodarima Ordelaffijima, ali nisu uspjeli. Arezzo se naposljetku 1384. godine predao Firenci.